# Sportpark Neckarplatt / Pfeifferswörth

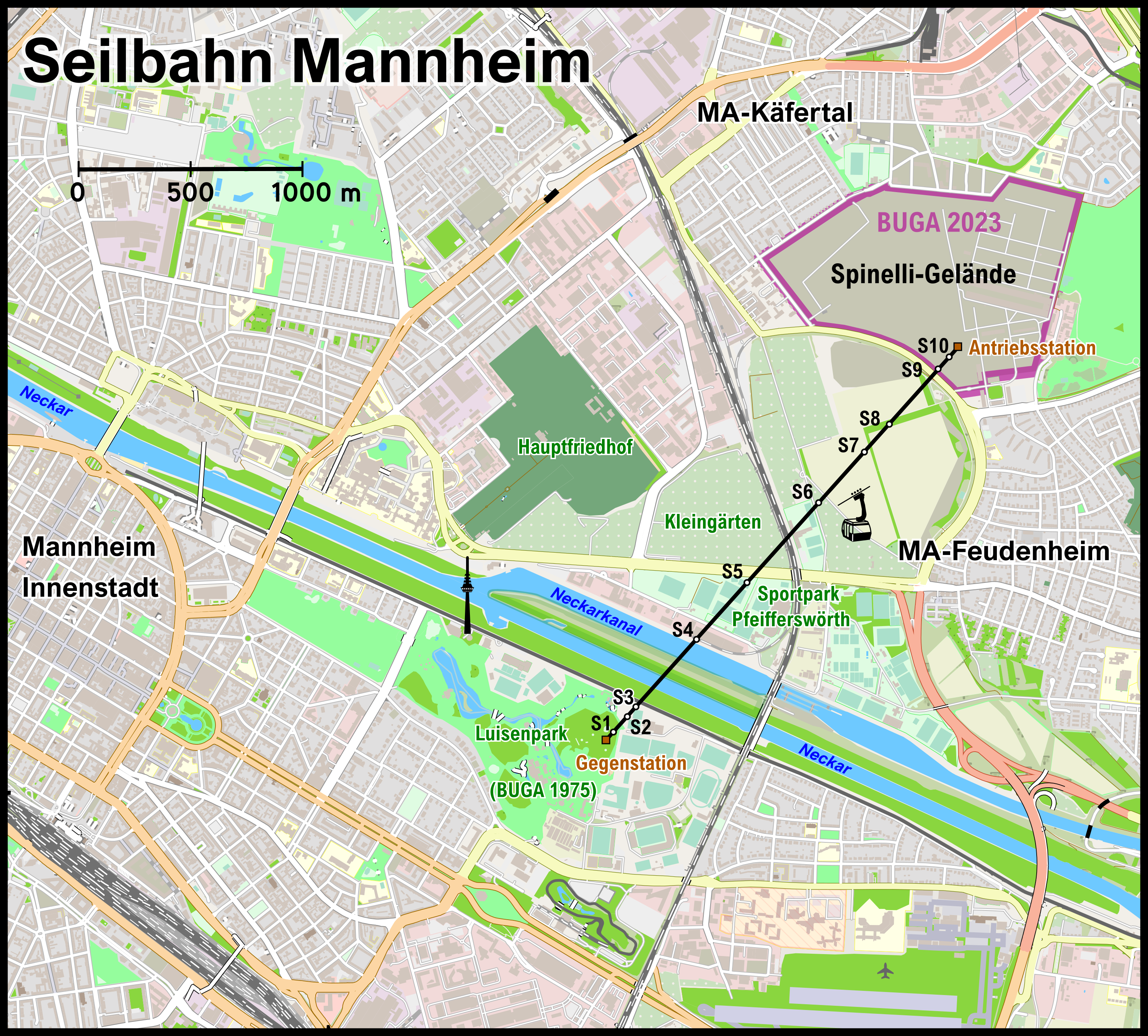
Karte: Seilbahn der Bundesgartenschau 2023 über den Sportpark Pfeifferswörth

Im Sportpark Neckarplatt / Pfeifferswörth haben sich viele Mannheimer Sportvereine angesiedelt, darunter ein Olympiastützpunkt für Leichtathletik und ein Bundesstützpunkt für Geräteturnen.

## Geschichte
Mitte der 1910er wurde damit begonnen, das Gelände zwischen Pfeifferswörth (die Bedeutung kommt ursprünglich von Pfeifferswert – ein mit Schilfrohr bewachsener Wert) und der Feudenheimer Straße für den Sport nutzbar zu machen.
Es siedelte sich ab 1913 zunächst die SG 1896 Mannheim (die sich bis 1946 Freie Turnerschaft Mannheim nannte) und ab 1936 die MTG Mannheim im Pfeifferswörth an. Im Folgenden wuchs die Anzahl der Sportvereine und das Gelände wurde um das Neckarplatt (früher zu Feudenheim gehörig) erweitert. Mittlerweile haben sich dort mehr als ein Dutzend Vereine angesiedelt, die eine breite Palette an Sportarten anbieten. Sportarten wie Boccia, Boule, Cornhole, Fitness, Football (Mannheim Bandits), Fußball, Hockey (Mannheimer HC), Hundesport, Judo, Leichtathletik, Klettern, Modellsport, Rudern (Mannheimer Ruderverein Amicitia von 1876), Sportschießen, Tennis (TK Grün-Weiss Mannheim), Turnen, Yoga und Zirkusartistik sind darunter.
Für die Bundesgartenschau 2023 überquerte eine temporär errichtete Seilbahn den Pfeifferswörth.